# Ruchoma szopka w Altötting

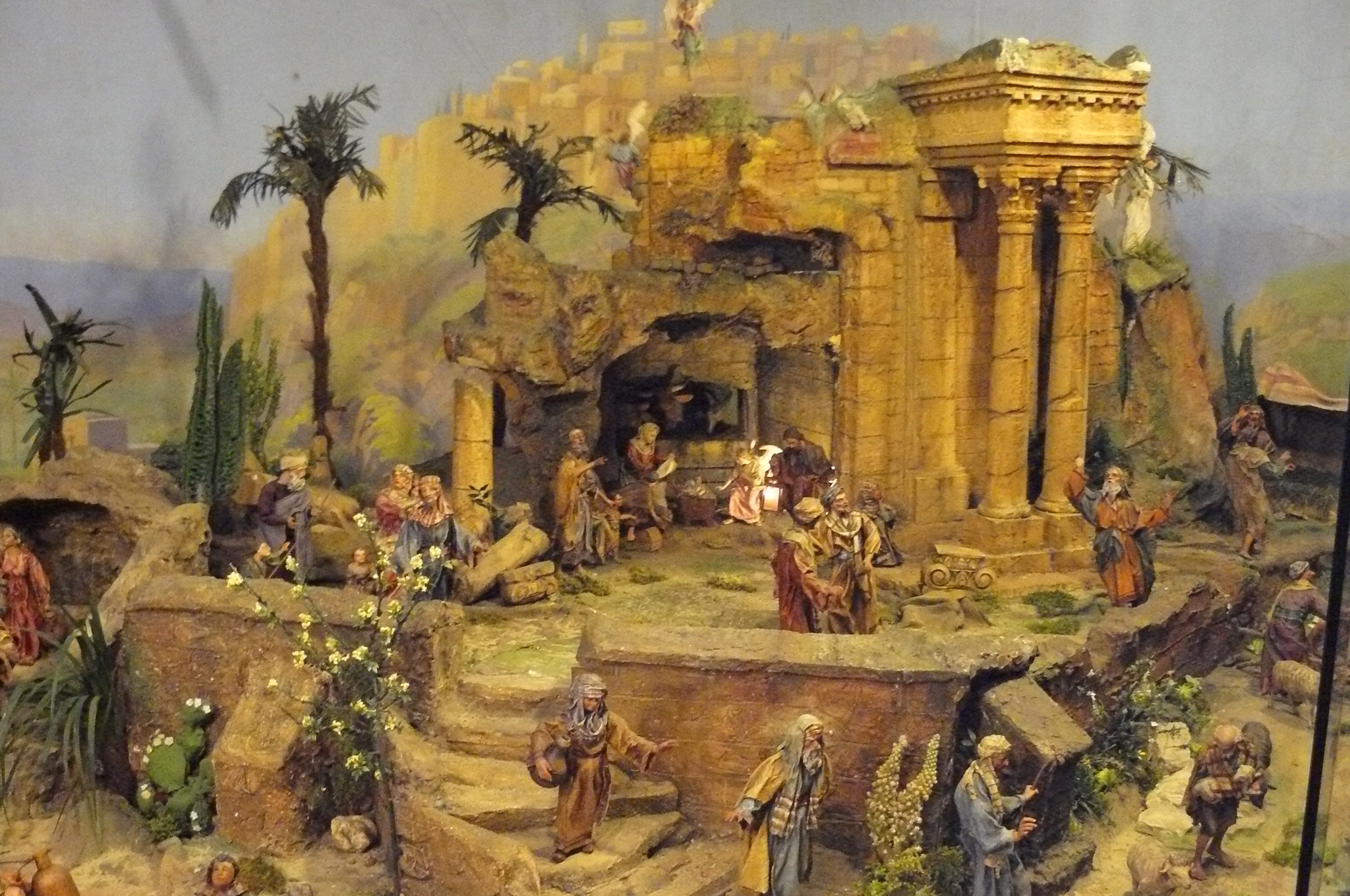
Fragment szopki

Ruchoma szopka w Altötting (niem. Mechanische Krippe) – szopka bożonarodzeniowa zlokalizowana w budynku prywatnym przy Kreszentiaheimstrasse 18 w Altötting na terenie Bawarii.
Szopka napędzana elektrycznie została wykonana w latach 1926–1928 przez artystów-stolarzy z Oberammergau. Składa się z dwóch zasadniczych planów: pałacu i stajenki w Betlejem, w których ukazano 130 postaci na 25 m². Na osnowie tych dwóch planów prezentowane jest życie codzienne mieszkańców w czasach Chrystusa: prace budowlane, rolne i handel. W stajence rozgrywa się scena narodzenia Jezusa. W tle przemaszerowują Trzej Królowie w karawanie. Zamku bronią rzymscy legioniści.
Obiekt jest czynny przez cały rok i stanowi element pielgrzymkowego kompleksu Altötting. W sąsiedztwie (w rotundzie) udostępniona jest Panorama Jerozolimska. Wstęp płatny.